# Solenopsis pollux
Solenopsis pollux es una especie de hormiga del género Solenopsis, subfamilia Myrmicinae.

## Distribución
Esta especie se encuentra en Costa Rica, Panamá y San Vicente y las Granadinas.